# Пијевац (Горажде)
Пијевац је насељено мјесто у граду Горажду, Босна и Херцеговина.

## Становништво
|         | 2013.      | 1991.       | 1981.       | 1971.        |
| Укупно  | 0 (0,000%) | 14 (100,0%) | 19 (100,0%) | 43 (100,0%)  |
| Срби    | –          | 14 (100,0%) | 19 (100,0%) | –            |
| Бошњаци | –          | –           | –           | 41 (95,35%)1 |
| Хрвати  | –          | –           | –           | 2 (4,651%)   |

1. 1 На пописима од 1971. до 1991. Бошњаци су пописивани углавном као Муслимани.